# Veronique Marot
Veronique Marot (Véronique Marot; * 16. September 1955 in Compiègne) ist eine ehemalige englische Langstreckenläuferin französischer Herkunft, die insbesondere im Marathon erfolgreich war.
1984 wurde sie Vierte beim London-Marathon und Zweite beim New-York-City-Marathon. 1985 stellte sie als Fünfte beim Chicago-Marathon mit 2:28:04 einen britischen Rekord auf.
1987 wurde sie Dritte in London und Vierte beim Tokyo International Women’s Marathon.
1989 feierte sie dann ihren größten Triumph: Sie gewann den London-Marathon und stellte dabei mit 2:25:56 einen britischen Rekord auf, den erst Paula Radcliffe 13 Jahre später brechen sollte.
Dreimal gewann sie den Houston-Marathon (1986, 1989, 1991). 1991 und 1992 gewann sie das Around the Bay Road Race. Bei ihrem ersten Sieg stellte sie dabei mit 1:48:52 den aktuellen britischen Rekord im 30-km-Straßenlauf auf.
Véronique Marot ist als Rechtsanwältin tätig und immer noch Hobbyläuferin. 2003 gewann sie beim London-Marathon die Altersklasse F45 in der Zeit von 2:55:01 (Gesamtplatz 28).